# Sirota (film)
Sirota (izviren angleški naslov: Orphan) je psihološka grozljivka iz leta 2009, delo režiserja Jauma Coletta-Serre in scenarista Davida Leslia Johnsona, ki je napisal scenarij po zgodbi Alexa Maca. V filmu igrajo Vera Farmiga, Peter Sarsgaard in Isabelle Fuhrman. Zgodba se osredotoča na par, ki po smrti njunega nerojenega otroka posvoji skrivnostno 9 letno dekle.
Producenti Sirote so Joel Silver, Susan Downey, Leonardo DiCaprio in Jennifer Davisson Killoran. Gre za ameriško, kanadsko, nemško in francosko produkcijo. Film je 24. julija 2009 na velika platna izdal distributor Warner Bros. Pictures. Nekateri kritiki so Fuhrmanino vlogo Esther, primerjali z Lindo Blair v Izganjalcu hudiča (The Exorcist) in Patty McCormack v Slabem semenu (The Bad Seed).

## Vsebina
Kate in John Coleman (Vera Farmiga in Peter Sarsgaard) doživljata krizo v svojem zakonu, potem ko se jima tretji otrok ni rodil. Odločita se posvojiti 9 letno rusko dekle Esther (Isabelle Fuhrman), iz lokalne sirotišnice. Medtem ko Johnonva in Katina 7 letna gluha hči Max (Aryana Engineer) Esther hitro sprejme, to ne velja za 12 letnega sina Daniela (Jimmy Bennett). V šoli se dekle z imenom Brenda norčuje iz Esther, zato jo slednja sune po toboganu, da si zlomi gleženj.
Kate začne sumiti, da je nekaj narobe z Esther, potem ko ju slednja z Johnom zaloti v kuhinji med spolnim odnosom. Kate je presenečena tudi, da Esther o spolnih aktivnostih ve več kot se spodobi za dekle njenih let. Kate postane še bolj sumničava, ko ji vodja sirotišnice sestra Abigail  (C. C. H. Pounder) pove, da je bila Esther vedno udeležena v zelo čudnih nesrečah. Esther to sliši in izkoristi Max, da ubije sestro Abigail s kladivom. Kate je prepričana, da je z Esther nekaj narobe, vendar ji John ne verjame. Kate najde Estherino ''Biblijo'', kjer ugotovi da je Esther pravzaprav prišla iz inštituta Saarne v Estoniji, kar je psihiatrična bolnišnica. Kate tja pošlje Estherino sliko in prosi za več informacij.
Daniel ugotovi za smrt sestre Abigail, vendar to med pogovorom z Max sliši Esther, ki mu zagrozi v hiši na drevesu, preden tja zapre Daniela in jo zažge. Daniel pade, ko poskuša pobegniti in obleži nezavesten. Esther ga skuša ubiti, vendar jo zaustavi Max. Daniela odpeljejo v bolnišnico, kjer ga Esther ponovno skuša ubiti vendar neuspešno. Kate ugotovi kaj se je zgodilo, zato pred vsemi napade Esther, vendar ju loči bolnišnično osebje. 
To noč delno oblečena Esther skuša zapeljati pijanega Johna. Ko John pride k sebi, ji pove, da bo poklical v sirotišnico glede njene prihodnosti in jo pošlje v sobo. Esther je nad tem šokirana.
V bolnišnici Kate prejme klic dr. Varave (Karel Roden), direktorja inštituta Saarne, ki ji pove da je Esther pravzaprav stara 33 let, in da je njeno ime Leena Klammer, vendar se je zaradi hormonske motnje njen fizični razvoj ustavil. Bila je eden najbolj nasilnih bolnikov na inštitutu Saarne, zato je morala nositi prisilni jopič. Ker je vedno skušala pobegniti so ji na vratu in zapestjih ostale brazgotine. Celo življenje je igrala vlogo otroka in tako prelisičila družino ki jo je posvojila, vendar ker ji ni uspelo zapeljati očeta je vse pobila in požgala hišo. Dr. Varava pove Kate da: ''Če je to res Leena, potem nimate veliko časa''. Zgrožena Kate odhiti domov.
Med tem časom, Leena odstrani njeno preobleko ''Esther'', ter si odstrani zobe in trakove na vratu in zapestjih. Ko jo John pride pogledat v sobo, odkrije njene seksualne in nasilne risbe. Zave se da je Kate imela prav.
Leena takrat Johna zabode in ubije. kar vidi Max vendar se skrije. Kate prihiti domov in najde mrtvega Johna. Leena najde pištolo in ustreli Kate. Kate pridobi pištolo in pobegne z Max na zamrznjen ribnik. Kate in Leena se spopadeta in padeta v vodo. Kate spleza ven in Leena jo prosi naj jo ne pusti umreti. Toda Kate jo brcne v obraz, ji zlomi vrat in ubije.

## Igralci
- Vera Farmiga kot Katherine "Kate" Coleman
- Peter Sarsgaard kot John Coleman
- Isabelle Fuhrman kot Esther
- C. C. H. Pounder kot sestra Abigail
- Jimmy Bennett kot Daniel "Danny" Coleman
- Margo Martindale kot dr. Browning
- Karel Roden kot dr. Värava
- Aryana Engineer kot Maxine "Max" Coleman
- Rosemary Dunsmore kot Barbara Coleman
- Genelle Williams kot sestra Judith
- Lorry Ayers kot Joyce
- Brendan Wall kot detektiv
- Jamie Young kot Brenda
- Landon Norris kt Austin
- Mustafa Abdelkarim kot Trevor